# Ettiswil
Ettiswil – miejscowość i gmina w środkowej Szwajcarii, w kantonie Lucerna, w okręgu Willisau. 1 stycznia 2006 do gminy przyłączono gminę Kottwil.

## Demografia
W Ettiswil mieszkają 2853 osoby. W 2021 roku 10,8% populacji gminy stanowiły osoby urodzone poza Szwajcarią. 

## Transport
Przez teren gminy przebiega droga główna nr 23. 